# PL-2
El PL-2 (en chino 霹雳-2导弹 ) es un Misil aire-aire de origen chino. El PL-2 es una copia bajo licencia del misil soviético Vympel R-3 que, a su vez, es una copia del AIM-9 Sidewinder estadounidense.

## Historia
El 30 de marzo de 1961, se firmó en Moscú un acuerdo entre la URSS y China para la fabricación del misil Vympel R-3 bajo licencia. Para 1962 el gobierno chino recibía asistencia técnica por parte de científicos e ingenieros soviéticos para la producción en masa del R-3 y las obras sobre la configuración de la línea de producción comenzó de inmediato. El contratista principal para proporcionar el equipo de producción fue de la Fábrica de Maquinaria de Xi'an (西安 东方 机械 厂) , y otras dos docenas de subcontratistas también participaron .
En octubre de 1964 , fue seleccionado la fábrica de motores de aviación Zhuzhou (株洲 航空 发动机 厂) del Ministerio de Industria de Aviación como el contratista principal para la fabricación de los motores del misil. En septiembre de 1965, todos los componentes se completaron e individualmente probado con éxito . En noviembre de 1966, la primera tanda de producción se completó con 18 misiles , y otros pronto siguieron , y se llevaron a cabo pruebas.
Para agosto de 1970 , había entrado en producción en serie y fue nombrado formalmente como PL-2.

## Variantes
La industria militar China siguió desarrollando y dio como resultado diversas variantes del misil R-13 soviético original:
- PL-2
  - PL-2A: Variante con altitud máxima mejorada a 21.000 metros, longitud del misil de 2.50 metros y peso del misil reducido a 60 kg
  - PL-2B: Variante con alcance máximo mejorado a 10 kilómetros, alcance mínimo reducido a 1.300 metros, techo de vuelo de 21.500 metros, longitud de 2.99 metros, envergadura de 529 milímetros y peso del misil de 76 kg.
  - PL-2-15: Variante con techo de vuelo de 23.000 metros, longitud de 2.15 metros, peso del misil de 67 kg
  - PL-2-519: Variante con techo de vuelo de 21.300 metros, altitud mínima de lanzamiento de 500 metros, alcance mínimo de 2.700 m, alcance máximo de 6 kilómetros, longitud de 2.90 metros y peso de 152.8 kg
  - PL-2J-72: Variante con techo de vuelo de 21.000 metros, longitud de 2.80 metros y peso de 53 kg
- PL-3
- PL-5

## Misiles similares
- Vympel K-13
- AIM-9 Sidewinder
- R550 Magic
- Python